# Färskost

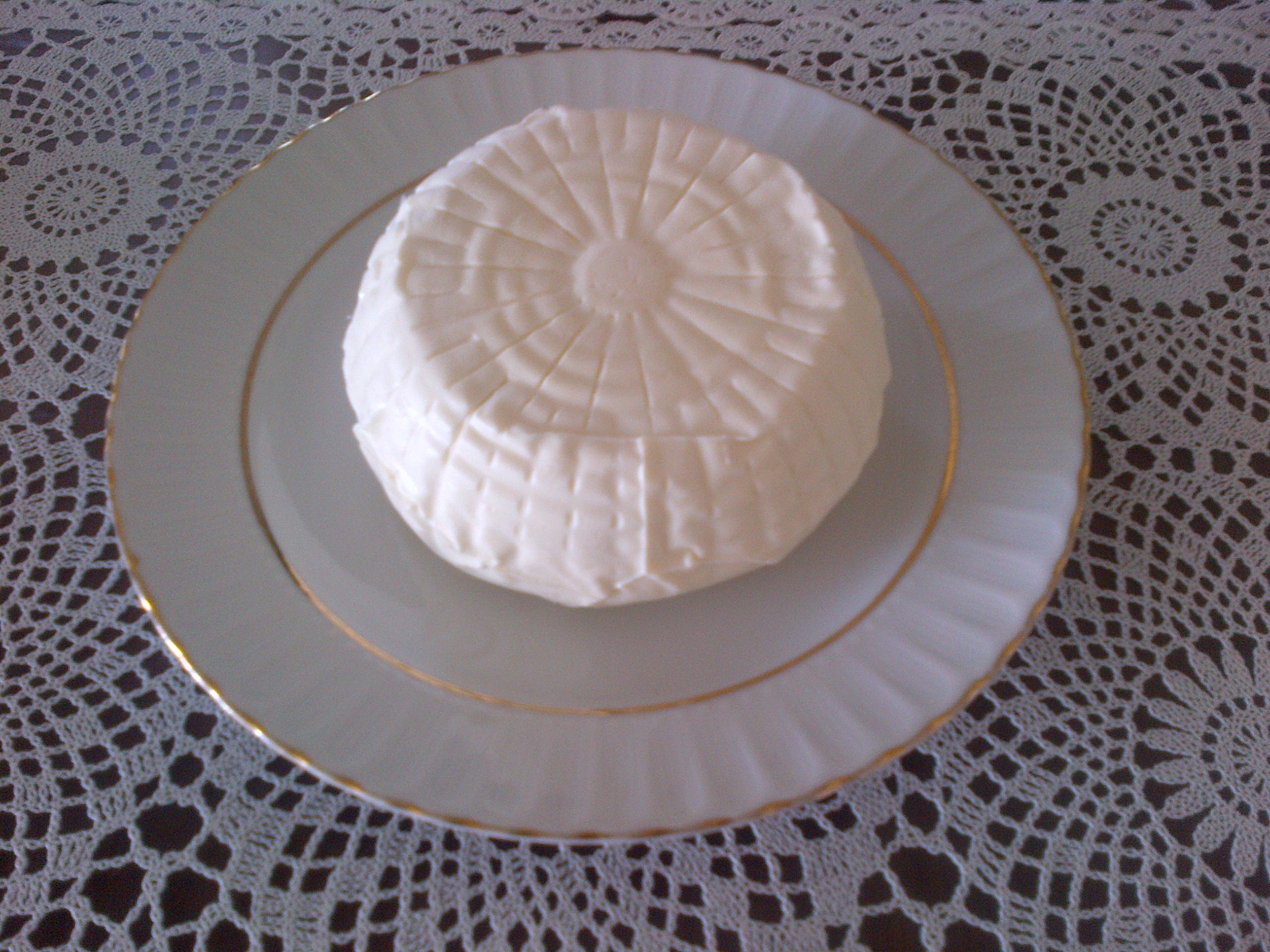
Färskost från Turkiet.

Färskost är ett samlingsnamn för olika livsmedel tillverkade av oskummad sötmjölk, vilken upphettats till kokpunkten och därefter fåtts att koagulera genom att surmjölk eller kärnmjölk tillsatts. Därefter får massan ytterligare ett kort uppkok, vilket leder till att den koagulerade mjölken, sköret, fälls ut. Vasslan frånskiljs via droppning genom sil, och den resterande ostmassan pressas därefter samman till en kaka.

## Varianter
Färskost kan vara halvflytande, som till exempel kvarg och keso. Färskost kan ingå som del i andra rätter eller efterrätter, som brynost (rostad eller stekt färskost), äggost och ostkaka.
I Italien finns ett antal olika typer av färskost: mozzarella, mascarpone och ricotta. Från Grekland kommer den populära fetaosten. I Frankrike har man bland annat boursin. En fabricerad produkt med amerikanskt ursprung är cream cheese.
Kaffeost är också en färskost. Den har en konsistens som är tillräckligt fast för att saluföras i centimetertjocka skivor, men mjukare än traditionella fasta svenska osttyper. Osten räknas som en kylvara eftersom den är antingen osyrad eller mycket lite syrad.